# Real Sociedad de Fútbol 2021-2022
Questa voce raccoglie le informazioni riguardanti la Real Sociedad de Fútbol nelle competizioni ufficiali della stagione 2021-2022.

## Maglie e sponsor
| Casa | Trasferta |

Fornitore tecnico: Macron

## Organico
In corsivo i calciatori ceduti durante la stagione
| N. |                      | Ruolo | Calciatore         |
| -- | -------------------- | ----- | ------------------ |
| 1  | Spagna (bandiera)    | P     | Álex Remiro        |
| 2  | Spagna (bandiera)    | D     | Joseba Zaldúa      |
| 3  | Spagna (bandiera)    | C     | Martín Zubimendi   |
| 4  | Spagna (bandiera)    | C     | Asier Illarramendi |
| 5  | Spagna (bandiera)    | C     | Igor Zubeldia      |
| 6  | Spagna (bandiera)    | D     | Aritz Elustondo    |
| 7  | Spagna (bandiera)    | C     | Portu              |
| 8  | Spagna (bandiera)    | C     | Mikel Merino       |
| 9  | Spagna (bandiera)    | A     | Carlos Fernández   |
| 10 | Spagna (bandiera)    | A     | Mikel Oyarzabal    |
| 11 | Belgio (bandiera)    | C     | Adnan Januzaj      |
| 12 | Spagna (bandiera)    | D     | Aihen Muñoz        |
| 13 | Australia (bandiera) | P     | Mathew Ryan        |
| 14 | Spagna (bandiera)    | C     | Jon Guridi         |
| 15 | Spagna (bandiera)    | D     | Diego Rico         |
| 16 | Spagna (bandiera)    | C     | Ander Guevara      |
| 17 | Brasile (bandiera)   | C     | Rafinha            |
| 18 | Spagna (bandiera)    | D     | Andoni Gorosabel   |

| N. |                     | Ruolo | Calciatore              |
| -- | ------------------- | ----- | ----------------------- |
| 19 | Svezia (bandiera)   | A     | Alexander Isak          |
| 20 | Spagna (bandiera)   | D     | Nacho Monreal           |
| 21 | Spagna (bandiera)   | C     | David Silva             |
| 22 | Spagna (bandiera)   | A     | Ander Barrenetxea       |
| 23 | Norvegia (bandiera) | A     | Alexander Sørloth       |
| 24 | Francia (bandiera)  | D     | Robin Le Normand        |
| 25 | Spagna (bandiera)   | A     | Jon Bautista            |
| 26 | Spagna (bandiera)   | D     | Jon Pacheco             |
| 27 | Spagna (bandiera)   | C     | Beñat Turrientes        |
| 29 | Spagna (bandiera)   | C     | Robert Navarro          |
| 30 | Spagna (bandiera)   | D     | Urko González de Zárate |
| 31 | Spagna (bandiera)   | D     | Álex Sola               |
| 35 | Spagna (bandiera)   | A     | Julen Lobete            |
| 37 | Algeria (bandiera)  | A     | Naïs Djouahra           |
| 41 | Spagna (bandiera)   | A     | Germán Valera           |
| 42 | Spagna (bandiera)   | D     | Cristo Romero           |
| 46 | Spagna (bandiera)   | C     | Jon Ander Olasagasti    |
| 47 | Spagna (bandiera)   | A     | Ander Martín            |

## Calciomercato

### Sessione estiva
| Acquisti         | Acquisti          | Acquisti      | Acquisti                |
| R.               | Nome              | da            | Modalità                |
| ---------------- | ----------------- | ------------- | ----------------------- |
| A                | Alexander Sørloth | RB Lipsia     | prestito (2 milioni €)  |
| D                | Diego Rico        | Bournemouth   | definitivo (500 mila €) |
| P                | Mathew Ryan       | Brighton      | gratuito                |
| Altre operazioni |                   |               |                         |
| R.               | Nome              | da            | Modalità                |
| A                | Willian José      | Wolverhampton | fine prestito           |
| D                | Kévin Rodrigues   | Eibar         | fine prestito           |

| Cessioni | Cessioni          | Cessioni       | Cessioni |
| R.       | Nome              | a              | Modalità |
| -------- | ----------------- | -------------- | -------- |
| A        | Willian José      | Real Betis     | prestito |
| D        | Kévin Rodrigues   | Rayo Vallecano | prestito |
| D        | Modibo Sagnan     | Tondela        | prestito |
| A        | Martín Merquelanz | Rayo Vallecano | prestito |
| A        | Jon Bautista      | Leganés        | prestito |
| P        | Miguel Ángel Moyà |                | ritiro   |

#### Sessione invernale
| Acquisti | Acquisti | Acquisti            | Acquisti |
| R.       | Nome     | da                  | Modalità |
| -------- | -------- | ------------------- | -------- |
| C        | Rafinha  | Paris Saint-Germain | prestito |

| Cessioni | Cessioni | Cessioni | Cessioni |
| R.       | Nome     | a        | Modalità |
| -------- | -------- | -------- | -------- |

## Risultati

### Primera División

#### Girone di andata
| Arbitro: | Hernández Hernández |

|                                                      |           |                          |
| Piqué 19’ Braithwaite 45+2’, 59’ Sergi Roberto 90+1’ | Marcatori | 82’ Lobete 85’ Oyarzabal |

| Arbitro: | Jaime Latre |

|                      |           |  |
| Oyarzabal 68’ (rig.) | Marcatori |  |

| Arbitro: | Munuera Montero |

|                        |           |  |
| Barrenetxea 68’ (rig.) | Marcatori |  |

| Arbitro: | Muñiz Ruiz |

|  |           |                           |
|  | Marcatori | 71’, 84’ (rig.) Oyarzabal |

| San Sebastián 19 settembre 2021, ore 16:15 CEST 5ª giornata | Real Sociedad | 0 – 0 referto | Siviglia | Reale Arena (23 757 spett.)\| Arbitro: \| Mateu Lahoz \| |
| Arbitro:                                                    | Mateu Lahoz   |               |          |                                                          |

| Arbitro: | Pizarro Gómez |

|                               |           |                               |
| Germán 9’ L. Milla 70’ (rig.) | Marcatori | 52’, 82’ Elustondo 60’ Merino |

| Arbitro: | Cordero Vega |

|               |           |  |
| Oyarzabal 81’ | Marcatori |  |

| Arbitro: | Figueroa Vázquez |

|            |           |               |
| Sandro 40’ | Marcatori | 68’ Oyarzabal |

| Arbitro: | González Fuertes |

|            |           |  |
| Lobete 90’ | Marcatori |  |

| Arbitro: | Munuera Montero |

|                        |           |                     |
| Suárez 61’, 77’ (rig.) | Marcatori | 7’ Sørloth 48’ Isak |

| Arbitro: | Melero López |

|  |           |                        |
|  | Marcatori | 54’ Isak 79’ Elustondo |

| Arbitro: | Juan Martínez Munuera |

|                 |           |               |
| Isak 58’ (rig.) | Marcatori | 90+1’ Muniain |

| Arbitro: | Ortiz Arias |

|  |           |                               |
|  | Marcatori | 72’ Merino 82’ (rig.) Januzaj |

| San Sebastián 21 novembre 2021, ore 21:00 CET 14ª giornata | Real Sociedad | 0 – 0 referto | Valencia | Reale Arena (28 635 spett.)\| Arbitro: \| Melero López \| |
| Arbitro:                                                   | Melero López  |               |          |                                                           |

| Arbitro: | Mateu Lahoz |

|                |           |  |
| Y. Herrera 77’ | Marcatori |  |

| Arbitro: | Gil Manzano |

|  |           |                            |
|  | Marcatori | 47’ Vinícius Jr. 57’ Jović |

| Arbitro: | Sánchez Martínez |

|                                           |           |  |
| Álex Moreno 14’, 79’ Juanmi 57’ Fekir 66’ | Marcatori |  |

| Arbitro: | Figueroa Vázquez |

|          |           |                                 |
| Isak 32’ | Marcatori | 38’, 68’ Gerard 90+6’ Chukwueze |

| Arbitro: | Sánchez Martínez |

|                   |           |             |
| Joselu 58’ (rig.) | Marcatori | 14’ Januzaj |

#### Girone di ritorno
| Arbitro: | Guillermo Cuadra Fernández |

|               |           |  |
| Oyarzabal 13’ | Marcatori |  |

| Arbitro: | Melero López |

|  |           |                         |
|  | Marcatori | 35’ D. Silva 62’ Merino |

| San Sebastián 23 gennaio 2022, ore 16:15 CET 22ª giornata | Real Sociedad   | 0 – 0 referto | Getafe | Reale Arena (27 638 spett.)\| Arbitro: \| Munuera Montero \| |
| Arbitro:                                                  | Munuera Montero |               |        |                                                              |

| Valencia 6 febbraio 2022, ore 14:00 CET 23ª giornata | Valencia         | 0 – 0 referto | Real Sociedad | Mestalla (31 351 spett.)\| Arbitro: \| Sánchez Martínez \| |
| Arbitro:                                             | Sánchez Martínez |               |               |                                                            |

| Arbitro: | Alberola Rojas |

|                                  |           |  |
| Oyarzabal 37’ (rig.) Rafinha 74’ | Marcatori |  |

| Arbitro: | Juan Martínez Munuera |

|                                                   |           |  |
| Vivian 68’ Sancet 72’ I. Williams 80’ Muniain 89’ | Marcatori |  |

| Arbitro: | Mateu Lahoz |

|               |           |  |
| Elustondo 52’ | Marcatori |  |

| Arbitro: | Gil Manzano |

|                                                         |           |                      |
| Camavinga 40’ Modrić 43’ Benzema 76’ (rig.) Asensio 79’ | Marcatori | 10’ (rig.) Oyarzabal |

| Arbitro: | Figueroa Vázquez |

|               |           |  |
| Zubimendi 70’ | Marcatori |  |

| Siviglia 20 marzo 2022, ore 18:30 CET 29ª giornata | Siviglia   | 0 – 0 referto | Real Sociedad | Ramón Sánchez-Pizjuán (24 861 spett.)\| Arbitro: \| Soto Grado \| |
| Arbitro:                                           | Soto Grado |               |               |                                                                   |

| Arbitro: | Jaime Latre |

|                   |           |  |
| Isak 90+6’ (rig.) | Marcatori |  |

| Arbitro: | Cuadra Fernández |

|             |           |                            |
| Carrillo 3’ | Marcatori | 31’ Sørloth 39’ Le Normand |

| San Sebastián 15 aprile 2022, ore 21:00 CEST 32ª giornata | Real Sociedad     | 0 – 0 referto | Real Betis | Reale Arena (28 893 spett.)\| Arbitro: \| De Mera Escuderos \| |
| Arbitro:                                                  | De Mera Escuderos |               |            |                                                                |

| Arbitro: | Del Cerro Grande |

|  |           |                |
|  | Marcatori | 11’ Aubameyang |

| Arbitro: | Muñiz Ruiz |

|            |           |             |
| Falcao 77’ | Marcatori | 33’ Sørloth |

| Arbitro: | Alberola Rojas |

|                               |           |              |
| Miramón 53’ Melero 90’ (rig.) | Marcatori | 66’ D. Silva |

| Arbitro: | Martínez Munuera |

|                                                   |           |  |
| Sørloth 19’ Januzaj 53’ (rig.) Portu 90+8’ (rig.) | Marcatori |  |

| Arbitro: | González Fuertes |

|              |           |                        |
| Coquelin 43’ | Marcatori | 56’ Isak 73’ Zubimendi |

| Arbitro: | Gil Manzano |

|              |           |                           |
| Guridi 90+3’ | Marcatori | 50’ R. de Paul 68’ Correa |

### Coppa del Re
| Arbitro: | Figueroa Vázquez |

|  |           |                                            |
|  | Marcatori | 6’ Portu 7’ Muñoz 60’ Sørloth 71’ Djouahra |

| Arbitro: | Melero López |

|  |           |                                      |
|  | Marcatori | 47’ Guridi 70’ Beñat 90+2’ Oyarzabal |

| Arbitro: | Mateu Lahoz |

|                |           |                                   |
| Muñoz 60’, 70’ | Marcatori | 8’ Isak 43’, 74’ (rig.) Oyarzabal |

| Arbitro: | Alberola Rojas |

|                         |           |  |
| Januzaj 33’ Sørloth 47’ | Marcatori |  |

| Arbitro: | Martínez Munuera |

|  |           |                                                    |
|  | Marcatori | 12’, 57’ Juanmi 83’ (rig.) Willian José 87’ Ruibal |

### UEFA Europa League

#### Fase a gironi
| Arbitro: | William Collum |

|                     |           |                      |
| Götze 32’ Gakpo 54’ | Marcatori | 34’ Januzaj 39’ Isak |

| Arbitro: | Sergej Ivanov |

|            |           |            |
| Merino 53’ | Marcatori | 16’ Disasi |

| Arbitro: | Tobias Stieler |

|  |           |          |
|  | Marcatori | 69’ Isak |

| Arbitro: | Andris Treimanis |

|             |           |               |
| Sørloth 53’ | Marcatori | 38’ Jantscher |

| Arbitro: | Ivan Kružliak |

|                        |           |          |
| Volland 28’ Fofana 38’ | Marcatori | 35’ Isak |

| Arbitro: | Felix Zwayer |

|                                         |           |  |
| Oyarzabal 43’ (rig.), 62’ Sørloth 90+3’ | Marcatori |  |

#### Fase ad eliminazione diretta
| Arbitro: | Cüneyt Çakır |

|                                |           |                                    |
| Nkunku 30’ Forsberg 82’ (rig.) | Marcatori | 8’ Le Normand 64’ (rig.) Oyarzabal |

| Arbitro: | Anthony Taylor |

|               |           |                                               |
| Zubimendi 67’ | Marcatori | 39’ Orban 59’ André Silva 89’ (rig.) Forsberg |

## Statistiche

### Statistiche di squadra
| Competizione  | Punti | In casa | In casa | In casa | In casa | In casa | In casa | In trasferta | In trasferta | In trasferta | In trasferta | In trasferta | In trasferta | Totale | Totale | Totale | Totale | Totale | Totale | DR  |
| Competizione  | Punti | G       | V       | N       | P       | Gf      | Gs      | G            | V            | N            | P            | Gf           | Gs           | G      | V      | N      | P      | Gf     | Gs     | DR  |
| ------------- | ----- | ------- | ------- | ------- | ------- | ------- | ------- | ------------ | ------------ | ------------ | ------------ | ------------ | ------------ | ------ | ------ | ------ | ------ | ------ | ------ | --- |
| Liga          | 62    | 19      | 10      | 5       | 4       | 16      | 9       | 19           | 7            | 6            | 6            | 24           | 28           | 38     | 17     | 11     | 10     | 40     | 37     | +3  |
| Coppa del Re  | -     | 2       | 1       | 0       | 1       | 2       | 4       | 3            | 3            | 0            | 0            | 10           | 2            | 5      | 4      | 0      | 1      | 12     | 6      | +6  |
| Europa League | -     | 4       | 1       | 2       | 1       | 6       | 5       | 4            | 1            | 2            | 1            | 6            | 6            | 8      | 2      | 4      | 2      | 12     | 11     | +1  |
| Totale        | -     | 25      | 12      | 7       | 6       | 24      | 18      | 26           | 11           | 8            | 7            | 40           | 36           | 51     | 23     | 15     | 13     | 64     | 54     | +10 |